# بژوزووک
بژوزووک (به لهستانی:  Brzozówek) یک روستا در لهستان است که در گمینا ایووو واقع شده‌است.